# Kuhhessigkeit

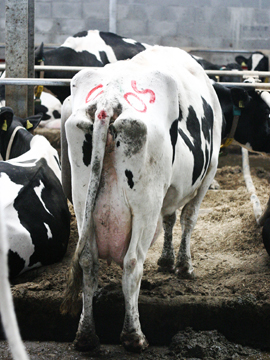
Kuhhessige Kuh

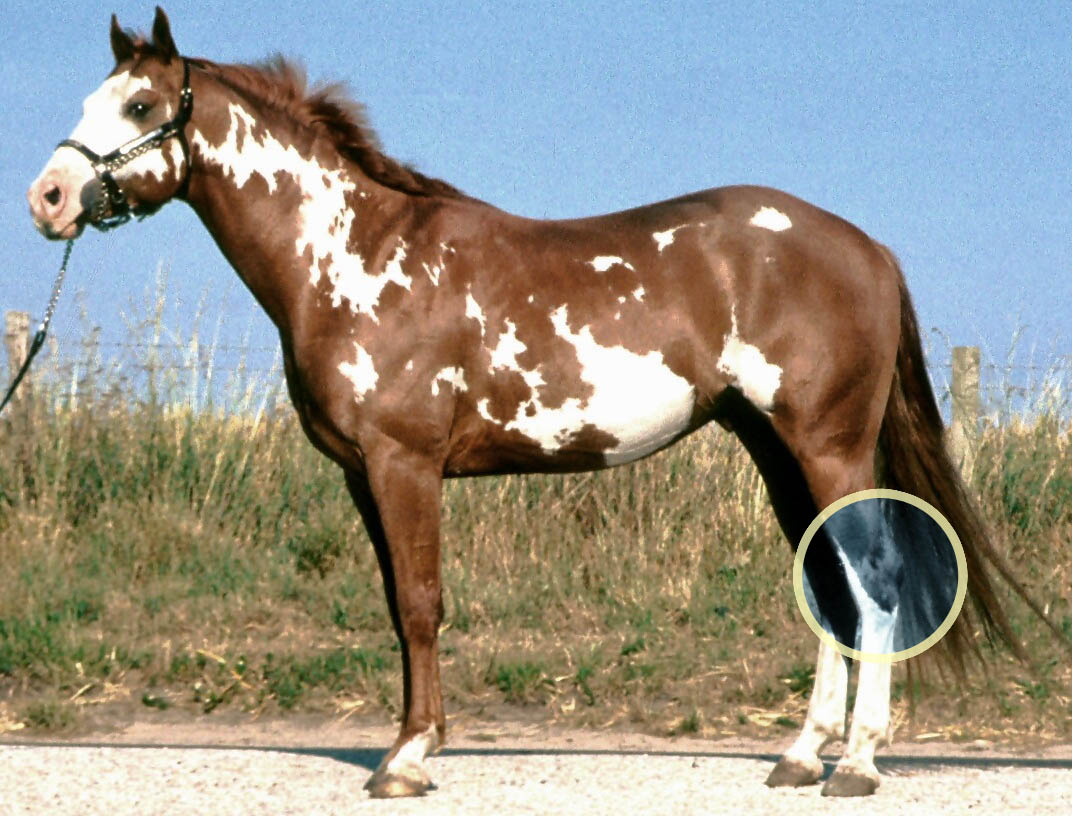
Sprunggelenk des Pferdes

Kuhhessigkeit ist eine Fehlstellung im Körperbau von Nutztieren (z. B. Haustiere, Vieh) und Wild, bei der die Sprunggelenke der Hinterbeine nach innen gedreht sind und somit die Zehen nach außen zeigen. Diese Fehlstellung wird bei den Tieren meist negativ bewertet. Oft lassen sich solche Fehlstellungen bei Pferden und anderen Einhufern mit speziellen Hufbeschlägen, bei Rindern und anderen Paarhufern mit entsprechender Klauenpflege korrigieren.